# Joshua Slack
Joshua Slack (Brisbane, 16 december 1976) is een voormalig Australisch beachvolleyballer. Met Andrew Schacht won hij de bronzen medaille bij de wereldkampioenschappen beachvolleybal in 2007. Daarnaast nam hij deel aan drie opeenvolgende Olympische Spelen.

## Carrière

### 1998 tot en met 2005
Slack begon in 1998 met beachvolleybal en maakte het jaar daarop zijn professioneel debuut in de FIVB World Tour. Hij speelde twee seizoenen met Matthew Grinlaubs. Het eerste jaar namen ze deel aan tien reguliere toernooien op het hoogste mondiale niveau met een vijf-en-twintigste plaats in Moskou als beste resultaat. Bij de wereldkampioenschappen in Marseille wisten ze het hoofdtoernooi niet te bereiken. In 2000 deed het duo mee aan dertien toernooien in de World Tour. Ze kwamen daarbij tot vier negende plaatsen (Macau, Espinho, Marseille en Oostende). Bovendien namen ze in eigen land deel aan de Olympische Spelen; het tweetal verloor in de eerste ronde van de Brazilianen José Loiola en Emanuel Rego en werd in de herkansing uiteindelijk uitgeschakeld door Nik Berger en Oliver Stamm uit Oostenrijk. Het daaropvolgende seizoen speelde Slack met Jarrod Novosel. Ze waren actief op negen reguliere toernooien en behaalden daarbij vier negende plaatsen (Gstaad, Lignano, Marseille en Mallorca). Bij de WK in Klagenfurt gingen ze als groepswinnaar door naar de zestiende finale waar ze werden uitgeschakeld door het Amerikaanse duo Christian McCaw en Robert Heidger. Daarnaast eindigden ze als dertiende bij de Goodwill Games in Brisbane.
Van 2002 tot en met 2008 vormde Slack een team met Andrew Schacht. Het eerste jaar deden de twee mee aan tien FIVB-toernooien. Ze eindigden als vijfde in Stavanger en Espinho en werden verder viermaal negende (Marseille, Cádiz, Mallorca en Fortaleza). Het daaropvolgende seizoen haalde het duo in Espinho met een derde plek voor het eerst het podium. Bij de overige acht toernooien kwamen ze tot een vijfde (Mallorca) en twee negende plaatsen (Rodos en Gstaad). In 2004 namen ze deel aan twaalf toernooien in de World Tour. Ze behaalden onder meer een vijfde (Carolina) en vier zevende plaatsen (Lianyungang, Berlijn, Stavanger en Stare Jabłonki). Slack en Schacht sloten het seizoen af met een negende plaats bij de Olympische Spelen in Athene nadat ze in de achtste finale werden uitgeschakeld door de Duitsers Christoph Dieckmann en Andreas Scheuerpflug. Het jaar erna kwamen ze bij negen reguliere FIVB-toernooien tot een vierde plaats (Athene), drie zevende plaatsen (Gstaad, Stare Jabłonki en Montreal) en een negende plaats (Shanghai). Bij de WK in Berlijn verloren Slack en Schacht in de tweede ronde van het Duitse duo Marvin Polte en Thorsten Schoen, waarna ze in de herkansing gelijk werden uitgeschakeld door de Nieuw-Zeelanders Kirk Pitman en Jason Lochhead.

### 2006 tot en met 2016

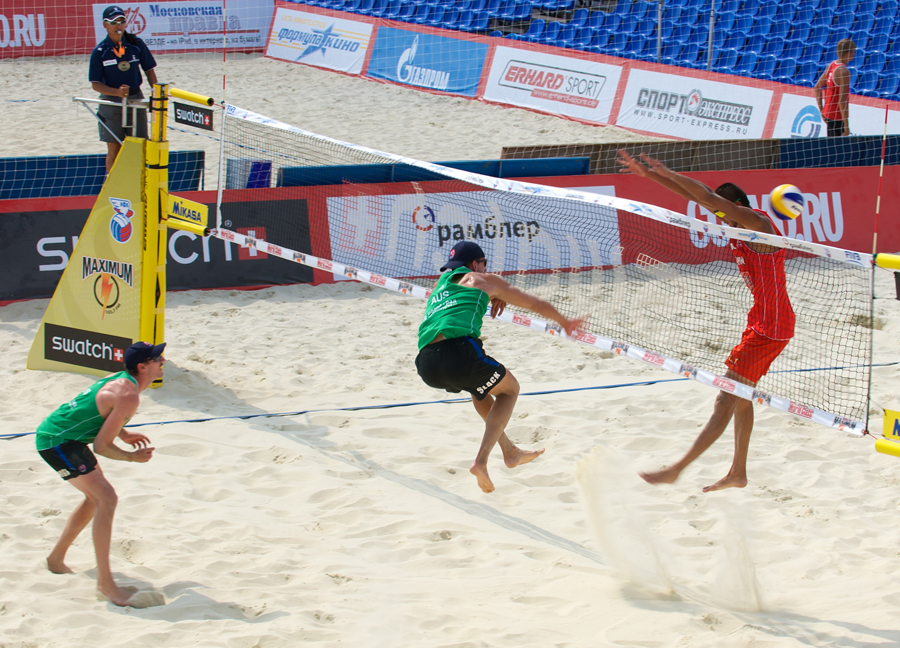
Slack (midden) in actie aan het net tijdens de Grand Slam van Moskou (2011)

In 2006 speelde het tweetal tien wedstrijden in het mondiale circuit. Ze eindigden als vijfde in Zagreb en werden zevende in Shanghai en Sint-Petersburg. Het daaropvolgende seizoen deden ze mee aan negen standaard toernooien in de World Tour. In Montreal werd met een tweede plaats opnieuw het podium gehaald en in Zagreb en Marseille eindigde het duo verder als vierde en vijfde. Bij de WK in Gstaad wonnen Slack en Schacht de bronzen medaille door de Brazilianen Emanuel Rego en Ricardo Santos in de troostfinale te verslaan, nadat ze zelf in de halve verloren hadden van de Russen Dmitri Barsoek en Igor Kolodinski. In 2008 namen ze in aanloop naar de Spelen deel aan zes internationale toernooien met een derde plaats in Stare Jabłonki als beste resultaat. Bij het olympisch beachvolleybaltoernooi in Peking strandde het tweetal opnieuw in de achtste finale, ditmaal tegen de Nederlanders Reinder Nummerdor en Richard Schuil.
Na afloop van de Spelen beëindigde Schacht zijn internationale beachvolleybalcarrière en na een pauze van een jaar keerde Slack in 2010 terug aan de zijde van Christopher McHugh. Dat jaar was het duo actief op dertien toernooien in de World Tour met twee zeventiende plaatsen (Åland en Den Haag) als beste resultaat. Bij de Aziatische kampioenschappen in Haikou eindigden ze als vijfde, nadat ze de kwartfinale verloren hadden van de Kazachen Aleksej Sidorenko en Aleksandr Djatsjenko. Het seizoen daarop deden ze mee aan elf mondiale toernooien waarbij ze een vijfde plaats bij de Grand Slam van Moskou behaalden. Bij de AK eindigden Slack en McHugh als vierde nadat Sidorenko en Djatsjenko in de troostfinale opnieuw te sterk waren. In 2012 speelde het tweetal drie internationale wedstrijden samen. Daarnaast partnerde Slack viermaal met William Mercer. Van 2013 tot en met 2016 was Slack tot slot met verschillende partners actief in de nationale tour.

## Palmares
Kampioenschappen
- 2004: 9e OS
- 2007:  WK
- 2008: 9e OS

FIVB World Tour
- 2003:  Espinho Open
- 2007:  Montreal Open
- 2008:  Stare Jabłonki Open